# Karla Karenina
Karla Karenina Sales Fernandes (6 de dezembro
de 1967, Fortaleza) é uma atriz, humorista, cantora, escritora, professora teatral e dançarina brasileira. Karla iniciou sua carreira na década de 1990, e um de seus mais marcantes papéis foi Meirinha, na Escolinha do Professor Raimundo.

## Biografia
Karla nasceu em Fortaleza, capital do Ceará, no ano de 1967. Desde criança sempre foi interessada pela arte e fez diversos cursos na área. Ao longo de 10 anos praticou aula de dança e ioga. Já trabalhou como secretária, vocalista e terapeuta, formando-se como técnica de regressão com um psicólogo. Ela também é praticante de karatê. Também atua como poetisa e cantora. Ela tem dois filhos.
Karenina dedica-se a lutar por causas sociais, atuando no Instituto de Prevenção à Desnutrição e à Excepcionalidade (IPREDE), uma entidade filantrópica que atende crianças carentes. Karla já foi vice-presidente da instituição e atualmente é embaixadora. Ela também é voluntária em um movimento pela reintegração das pessoas que têm hansenìase.

## Carreira
Começou sua carreira tendo um programa próprio na TV Educativa do Ceará em 1992, quando conheceu o produtor paulista Amaury Júnior que a chamou para participar do programa Frash. Na época, Karla Karenina comunicou ao então governador Ciro Gomes que não iria continuar na TVC, viajando para o Sudeste, onde foi rapidamente contratada pela Rede Globo para fazer a Meirinha, na Escolinha do Professor Raimundo.
Karla também participou do programa humorístico Chico Total. Passou por outras emissoras depois, no SBT fez o programa Topa Tudo Por Dinheiro. Ainda na emissora participou do programa Tempo de Alegria, apresentado por Celso Portioli. Em 1999 estreou nas novelas da TV Globo em Andando nas Nuvens. Nos anos 2000, ela passa também a atuar no cinema e seus filmes mais famosos foram Cine Holliúdy e Cilada.com.
Em 2010, voltou à televisão no programa Show do Tom, na TV Record  Em 2011 retornou à Rede Globo, atuando na novela Morde e Assopra, de Walcyr Carrasco. Além de atriz e humorista, Karla é também escritora. Lançou seu livro de poemas, chamado Era uma Vez.
Em 2017, Karla voltou a ter destaque na televisão na novela das nove A Força do Querer, interpretando Dita, empregada doméstica de Silvana, uma viciada em jogos, interpretada por Lília Cabral. O personagem das duas e a novela tiveram sucesso entre o público. Por sua atuação, Karla foi indacada aos prêmios Contigo! de TV e Melhores do Ano de atriz revelação.
Como cantora, Karla integrou a trilha sonora do filme Menino Maluquinho - O Filme (1995), de Helvécio Ratton, com sua personagem Meirinha interpretando a música O Pum do Bocão.

## Filmografia

### Televisão
| Ano     | Título                          | Personagem          | Notas                      |
| ------- | ------------------------------- | ------------------- | -------------------------- |
| 1994–95 | Escolinha do Professor Raimundo | Meirinha            |                            |
| 1996    | Chico Total                     | Várias personagens  |                            |
| 1999    | Andando nas Nuvens              | Iracema             |                            |
| 2010    | Show do Tom                     | Mary Help           |                            |
| 2011    | Morde & Assopra                 | Anecy Gadelha       |                            |
| 2012–13 | Feira do Riso                   | Meirinha Nordestina |                            |
| 2016    | Velho Chico                     | Judite              | Episódio: "29 de setembro" |
| 2017    | Guerra da Tapioca               | Dalva               |                            |
| 2017    | A Força do Querer               | Benedita (Dita)     |                            |
| 2019    | Me Chama de Bruna               | Didi                |                            |
| 2019–20 | Os Roni                         | Severina            |                            |
| 2024–25 | Cilada                          | Augusta             |                            |
| 2025    | Acerte ou Caia!                 | Convidada           | Episódio: "1 de junho"     |

### Cinema
| Ano  | Título                        | Personagem | Notas                 |
| ---- | ----------------------------- | ---------- | --------------------- |
| 2004 | Onde Anda Você                | Dona Selma | Participação especial |
| 2011 | Cilada.com                    | Judite     |                       |
| 2012 | Dizem Que os Cães Veem Coisas | Madame     | Curta-metragem        |
| 2012 | Cine Holliúdy                 | Torcedora  |                       |
| 2016 | O Shaolin do Sertão           | Marciclene |                       |

## Prêmios e Indicações
| Ano  | Prêmio                            | Categoria              | Nomeações         | Resultado |
| ---- | --------------------------------- | ---------------------- | ----------------- | --------- |
| 2017 | Troféu Domingão - Melhores do Ano | Melhor Atriz Revelação | A Força do Querer | Indicado  |
| 2017 | Prêmio Contigo! Online 2017       | Melhor Atriz Revelação | A Força do Querer | Indicado  |

## Ligações Externas
- Karla Karenina. no IMDb.